# 타마 300

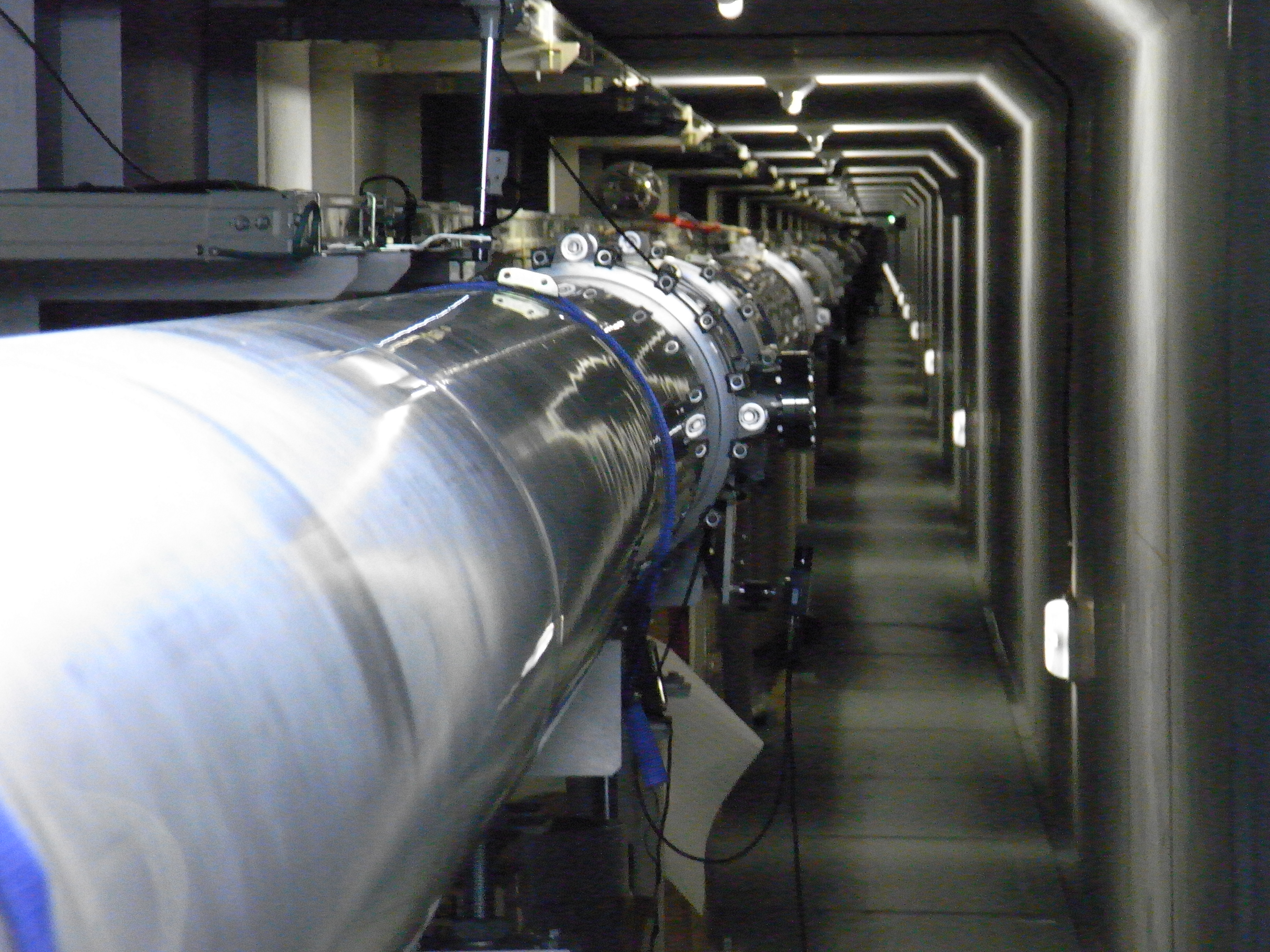

타마 300(TAMA 300)은 일본 국립천문대 미타카 캠퍼스에 위치한 중력파 탐지기이다. 도쿄 대학 우주선연구소(ICRR) 중력파연구그룹의 프로젝트이다. ICRR은 우주선 연구를 위해 1976년에 설립되었으며 현재 KAGRA(Kamioka Gravitational Wave Detector)를 개발하고 있다.
타마 300은 1991년부터 1994년까지 미타카에서 20m 프로토타입 타마 20보다 앞서 있었다. 나중에 프로토타입은 지하의 카미오카 광산으로 옮겨져 LISM으로 이름이 변경되었다. 2000년부터 2002년까지 운영되었으며 지하 위치의 지진 정숙성을 확립했다.
타마 프로젝트 건설은 1995년에 시작되었다. 데이터는 1999년부터 2004년까지 수집되었다. 전력 재활용 기능이 있는 파브리-페로 마이컬슨 간섭계(FPMI)를 채택했다. 이 안테나는 300m 길이(광학) 팔을 가지고 있기 때문에 공식적으로 300m 레이저 간섭계 중력파 안테나(300m Laser Interferometer Gravitational Wave Antenna)로 알려져 있다.
이 프로젝트의 목표는 미래의 킬로미터 크기 간섭계에 필요한 고급 기술을 개발하고 국부은하군 내에서 우연히 발생할 수 있는 중력파를 감지하는 것이었다.
타마 관측이 종료되고 작업이 가미오카 광산에 있는 100m 극저온 레이저 간섭계 관측소(CLIO) 프로토타입으로 옮겨졌다.
2020년 기준으로 개량형 타마 300이 신기술 개발을 위한 테스트베드로 활용되고 있다.

## 같이 보기
- KAGRA